# قرار مجلس الأمن التابع للأمم المتحدة رقم 662
قرار مجلس أمن الأمم المتحدة 662 الذي اعتمد بالإجماع يوم 9 أغسطس 1990 إذ يشير إلى قراريه 660 (1990) و 661 (1990). قرر المجلس أن ضم العراق للكويت بأي شكل من الأشكال وبأية ذريعة كانت ليست له أية صلاحية قانونية ويعتبر لاغياً وباطلاً.
طلب المجلس من جميع الدول والمنظمات الدولية والوكالات المتخصصة عدم الاعتراف بذلك الضم والامتناع عن اتخاذ أي إجراء أو الإقدام على أية معاملات قد تفسر على أنها اعتراف غير مباشر بالضم. كما طالب بأن يلغي العراق إجراءاته التي ادعى بها ضم الكويت.

## روابط خارجية
- نص القرار